# The Half Sisters
The Half Sisters es una serie de televisión filipina transmitida por GMA Network desde el 9 de junio de 2014 hasta el 15 de enero de 2016. Está protagonizada por Barbie Forteza, Thea Tolentino, Derrick Monasterio y Andre Paras.

## Argumento
Diana y Ashley son hermanas mellizas muy especiales. Ambas nacieron sanas y saludables, pero las circunstancias de su nacimiento son extraordinariamente raras. Mientras las chicas, sin duda nacieron de la misma madre, estas gemelas en realidad tienen diferentes padres. Cuando Rina, la madre de las chicas, estaba ovulando y teniendo intimidad con su marido, fue violada por su exnovio: Benjamin. Rina queda embarazada y meses después da a luz a mellizas. Alfred, tiene dudas de que las mellizas sean sus hijas, por lo que exigió una prueba de ADN. Fue así como se descubrió que Ashley es hija de Alfred, pero Diana, es hija de Benjamin. Además, a la luz de las nuevas pruebas, Benjamin fue condenado por su crimen. Muchos años pasan y las circunstancias han cambiado. Benjamin es ahora un rico hombre de negocios y Alfred esta pobre y arruinado. El conflicto surge cuando Alfred le pide a Ashley fingir que es realmente la hija de Benjamin, con el fin de robar sus derechos de nacimiento y la fortuna de la familia. Diana y Ashley son rivales...Alfred le hace daño a Rina y ella finge estar muerta para iniciar su venganza.

## Elenco

### Elenco principal
- Barbie Forteza como Diana Valdicañas Mercado
- Thea Tolentino como Ashley Alcantara Mercado
- Derrick Monasterio como Sebastian "Baste" David
- Andre Paras como Bradley "Brad" Castillo
- Jean Garcia como Karina "Rina" Mercado / Alexa Robbins
- Jomari Yllana como Benjamin "Benjie" Valdicañas / Mang Tonyo / Noli de Santos
- Ryan Eigenmann como Alfred Alcantara / Damon Sarmiento
- Eula Valdez como Isabel dela Rhea / Ysabela Zuñiga-Valdicañas

### Elenco secundario
- Mel Martinez como Venus Mercado
- Vaness del Moral como Jackie Perez / Estrella Liwanag
- Pancho Magno como Juancho Rodriguez
- Jak Roberto como Ambo
- Sanya Lopez como Lorna
- Buboy Villar como Marlon
- Carmen Soriano como Doña Lupita Valdicañas
- Gloria Romero como Elizabeth McBride
- JC Tiuseco como Carl Valdicañas
- Carlo Gonzales como Dr. Paulo Zulueta
- Pinky Marquez como Cleo Castillo

### Elenco extendido
- Wynwyn Marquez como Vanessa Rodriguez
- Juancho Triviño como Charles
- Archie Adamos como Felix
- RK Bagatsing como Warren
- Shyr Valdez como Cynthia
- Neil Ryan Sese como Jacob dela Rhea
- Lovely Rivero como Julie
- Patricia Ysmael como Luz
- Dale Rossly como Anica
- Karyn Johnston como Paula
- Ruru Madrid como Joaquin Castillo
- Cherie Gil como Magnolia McBride
- Eddie Garcia como Eduardo Guevarra-McBride
- Aljur Abrenica como Malcolm Angeles
- Benjie Paras como Peter
- Francine Garcia como Kendra
- Raymart Santiago como Carlito Castillo
- Gardo Versoza como Dr. Santi Abarrientos III
- Chanda Romero como Magdalena
- Luz Valdez como Belinda

## Premios y nominaciones
| Año  | Premio/Reconocimiento        | Categoría                                           | Candidato        | Resultado |
| ---- | ---------------------------- | --------------------------------------------------- | ---------------- | --------- |
| 2014 | PMPC Star Awards for TV 2014 | Mejor serie de drama diurno                         | The Half Sisters | Nominados |
| 2014 | PMPC Star Awards for TV 2014 | Mejor nueva personalidad de la televisión masculina | Andre Paras      | Nominado  |

## Emisión internacional
- Ecuador: Ecuavisa (2021)(2023)